# Diacres de los calcidios
Diacres de los calcidios (en griego, Διακρες ἀπὸ Χαλκιδέον) fue una antigua ciudad griega de Eubea. 
Es mencionada en un decreto ateniense del año 425/4 a. C. que registra tanto Diacres de los calcidios como Diacria en Eubea, por tanto se considera que ambas eran ciudades diferentes.
Diacres de los calcidios perteneció a la liga de Delos puesto que aparece al menos en las listas de tributos a Atenas entre 434/3 a. C. y 416/5 a. C.
Se desconoce su localización exacta pero se supone que debió estar situada en la parte norte del territorio de Calcis.